# 1174년

## 연호
- 남송(南宋) 순희(淳熙) 원년
- 금(金) 대정(大定) 14년
- 일본(日本) 조안(承安) 4년
- 서하(西夏) 건우(乾祐) 5년
- 리 왕조(李朝) 찐롱바오응(正隆寶應) 12년 / 티엔깜찌바오(天感至寶) 원년

## 기년
- 남송(南宋) 효종(孝宗) 12년
- 금(金) 세종(世宗) 14년
- 고려(高麗) 명종(明宗) 4년
- 서하(西夏) 인종(仁宗) 35년
- 리 왕조(李朝) 영종(英宗) 37년

## 사건
- 조위총의 난

## 탄생
- 세르비아의 왕족 사바 1세 네마니치. (~1236년)
- 헝가리와 크로아티아의 국왕 임레. (~1204년)
- 콘스탄티노플의 라틴계 황제 앙리 1세 드 에노. (~1216년)
- 동로마 제국의 망명계승국 테오도루스 1세 라스카리스. (~1221년)

## 사망
- 5월 15일 - 제2차 십자군~제3차 십자군 원정시 이슬람의 지도자 누르 앗딘. (1118년~)

### 미상
- 고려의 문신 이준의. (?~)